# District de Dehradun
Le district de Dehradun est un district  de l'état de l'Uttarakhand, en Inde,

## Géographie
Au recensement de 2011, sa population compte 1 698 560 habitants.
Son chef-lieu est la ville de Dehradun. 